# A Smallville epizódjainak listája
Ez a lista a Smallville című amerikai televíziós sorozat epizódjainak felsorolását tartalmazza. A sorozatot Alfred Gough és Miles Millar alkotta meg. A Smallville első epizódját az Egyesült Államokban 2001. október 16-án sugározták. A sorozat első öt évadát a WB sugározta, majd 2006 szeptembere után, a csatorna összeolvadását követően a UPN-nel az újonnan létrejött CW vette át a Smallville-t. A sorozat legutóbbi, nyolcadik évadának sugárzása 2008. szeptember 18-án kezdődött meg. 2009. február 5-éig bezárólag összesen 166 epizódja került adásba. A Smallville első hét évadát 1-es, 2-es és 4-es régiókódú DVD-lemezeken is kereskedelmi forgalomba hozták.
A sorozat cselekménye az ifjú Clark Kent (Tom Welling) kalandjait követi nyomon a Smallville nevű kansas-i kisvárosban a 21. század elején. Clarknak meg kell birkóznia növekvő emberfeletti képességeinek használatával (röntgenlátás, szuperhallás és mások), felfedeznie földönkívüli eredetét, küldetését és sorsát. A sorozatnak egyaránt fontos részei Clark Kent életének szereplői: szülei, Jonathan Kent (John Schneider) és Martha Kent (Annette O’Toole); barátai, Chloe Sullivan (Allison Mack) és Pete Ross (III. Sam Jones); első szerelme, Lana Lang (Kristin Kreuk); Chloe unokatestévre, Lois Lane (Erica Durance); valamint barátja, majd később legveszélyesebb ellensége, az ifjú Lex Luthor (Michael Rosenbaum).

## Évados áttekintés
| Évad | Évad | Részek száma | Eredeti sugárzás     | Eredeti sugárzás | Eredeti adó | Magyar sugárzás     | Magyar sugárzás      | Magyar adó |
| Évad | Évad | Részek száma | Évadbemutató         | Évadzáró         | Eredeti adó | Évadbemutató        | Évadzáró             | Magyar adó |
| ---- | ---- | ------------ | -------------------- | ---------------- | ----------- | ------------------- | -------------------- | ---------- |
|      | 1    | 21           | 2001. október 16.    | 2002. május 21.  | The WB      | 2002. május 5.      | 2002. szeptember 28. |            |
|      | 2    | 23           | 2002. szeptember 24. | 2003. május 20.  | The WB      | 2004. február 21.   | 2004. július 24.     |            |
|      | 3    | 22           | 2003. október 1.     | 2004. május 19.  | The WB      | 2004. december 2.   | 2005. január 14.     |            |
|      | 4    | 22           | 2004. szeptember 22. | 2005. május 18.  | The WB      | 2007. április 8.    | 2007. szeptember 2.  |            |
|      | 5    | 22           | 2005. szeptember 29. | 2006. május 11.  | The WB      | 2007. szeptember 9. | 2008. február 17.    |            |
|      | 6    | 22           | 2006. szeptember 28. | 2007. május 17.  | The CW      | 2008. február 24.   | 2008. július 20.     |            |
|      | 7    | 20           | 2007. szeptember 27. | 2008. május 15.  | The CW      | 2008. október 19.   | 2009. március 8.     |            |
|      | 8    | 22           | 2008. szeptember 18. | 2009. május 14.  | The CW      | 2010. július 31.    | 2010. december 25.   |            |
|      | 9    | 21           | 2009. szeptember 25. | 2010. május 14.  | The CW      | 2011. január 1.     | 2011. június 6.      |            |
|      | 10   | 22           | 2010. szeptember 24. | 2011. május 13.  | The CW      | 2012. december 20.  | 2013. április 11.    |            |

## 1. évad (2001-2002)
| Sor. | Év. | Cím                          | Rendező                           | Író                                                             | Premier                               | Nézettség   |
| ---- | --- | ---------------------------- | --------------------------------- | --------------------------------------------------------------- | ------------------------------------- | ----------- |
| 1.   | 1.  | Meteoreső (Pilot)            | David Nutter                      | Alfred Gough & Miles Millar                                     | 2001. október 16. 2002. május 8.      | 8,35 millió |
| 2.   | 2.  | Metamorfózis (Metamorphosis) | Michael Watkins & Philip Sgriccia | Alfred Gough & Miles Millar                                     | 2001. október 23. 2002. május 15.     | 7,34 millió |
| 3.   | 3.  | Forrófej (Hothead)           | Greg Beeman                       | Greg Walker                                                     | 2001. október 30. 2002. május 22.     | 6,02 millió |
| 4.   | 4.  | Röntgen (X-Ray)              | James Frawley                     | Mark Verheiden                                                  | 2001. november 6. 2002. május 29.     | 6,63 millió |
| 5.   | 5.  | Hideg (Cool)                 | James A. Contner                  | Michael Green                                                   | 2001. november 13. 2002. június 5.    | 5,94 millió |
| 6.   | 6.  | Homokóra (Hourglass)         | Chris Long                        | Doris Egan                                                      | 2001. november 20. 2002. június 12.   | 6,36 millió |
| 7.   | 7.  | Ragadozóbáj (Craving)        | Philip Sgriccia                   | Michael Green                                                   | 2001. november 27. 2002. június 19.   | 7,39 millió |
| 8.   | 8.  | Remegés (Jitters)            | Michael Watkins                   | Cherie Bennett & Jeff Gottesfeld                                | 2001. december 11. 2002. június 26.   | 5,82 millió |
| 9.   | 9.  | Ármány (Rogue)               | David Carson                      | Mark Verheiden                                                  | 2002. január 15. 2002. július 3.      | 5,78 millió |
| 10.  | 10. | Láthatatlanul (Shimmer)      | D. J. Caruso                      | Mark Verheiden & Michael Green                                  | 2002. január 29. 2002. július 10.     | 7,02 millió |
| 11.  | 11. | Kézfogás (Hug)               | Chris Long                        | Doris Egan                                                      | 2002. február 5. 2002. július 17.     | 6,38 millió |
| 12.  | 12. | Pióca (Leech)                | Greg Beeman                       | Timothy Schlattmann                                             | 2002. február 12. 2002. július 24.    | 6,07 millió |
| 13.  | 13. | Kinetikus (Kinetic)          | Robert Singer                     | Philip Levens                                                   | 2002. február 26. 2002. július 31.    | 6,20 millió |
| 14.  | 14. | Zero (Zero)                  | Michael Katleman                  | Történet: Alfred Gough & Miles Millar Tévéjáték: Mark Verheiden | 2002. március 12. 2002. augusztus 7.  | 6,90 millió |
| 15.  | 15. | Nikodémusz (Nicodemus)       | James Marshall                    | Történet: Greg Walker Tévéjáték: Michael Green                  | 2002. március 19. 2002. augusztus 14. | 6,74 millió |
| 16.  | 16. | Kóbor kölyök (Stray)         | Paul Shapiro                      | Philip Levens                                                   | 2002. április 16. 2002. augusztus 21. | 6,03 millió |
| 17.  | 17. | Kaszás (Reaper)              | Terrence O'Hara                   | Cameron Litvack                                                 | 2002. április 23. 2002. augusztus 28. | 5,48 millió |
| 18.  | 18. | Méhkirálynő (Drone)          | Michael Katleman                  | Michael Green & Philip Levens                                   | 2002. április 30. 2002. szeptember 4. | 5,68 millió |
| 19.  | 19. | Telekinézis (Crush)          | James Marshall                    | Philip Levens & Alfred Gough & Miles Millar                     | 2002. május 7. 2002. szeptember 11.   | 6,42 millió |
| 20.  | 20. | Más szemén át (Obscura)      | Terrence O'Hara                   | Történet: Greg Walker Tévéjáték: Mark Verheiden & Michael Green | 2002. május 14. 2002. szeptember 18.  | 6,10 millió |
| 21.  | 21. | Szélvihar (Tempest)          | Greg Beeman                       | Történet: Philip Levens Tévéjáték: Alfred Gough & Miles Millar  | 2002. május 21. 2002. szeptember 25.  | 5,96 millió |

## 2. évad (2002-2003)
| Sor. | Év. | Cím                                  | Rendező          | Író                                                                               | Premier                                | Nézettség   |
| ---- | --- | ------------------------------------ | ---------------- | --------------------------------------------------------------------------------- | -------------------------------------- | ----------- |
| 22.  | 1.  | Átjáró (Vortex)                      | Greg Beeman      | Történet: Alfred Gough & Miles Millar Tévéjáték: Philip Levens                    | 2002. szeptember 24. 2004. február 21. | 8,66 millió |
| 23.  | 2.  | Hőség (Heat)                         | James Marshall   | Mark Verheiden                                                                    | 2002. október 1. 2004. február 28.     | 8,07 millió |
| 24.  | 3.  | Titok (Duplicity)                    | Steve Miner      | Todd Slavkin & Darren Swimmer                                                     | 2002. október 8. 2004. március 6.      | 8,82 millió |
| 25.  | 4.  | Vörös (Red)                          | Jeff Woolnough   | Jeph Loeb                                                                         | 2002. október 15. 2004. március 13.    | 8,89 millió |
| 26.  | 5.  | A hódoló (Nocturne)                  | Rick Wallace     | Brian Peterson & Kelly Souders                                                    | 2002. október 22. 2004. március 20.    | 8,29 millió |
| 27.  | 6.  | A történelem ismétli önmagát (Redux) | Chris Long       | Russel Friend & Garrett Lerner                                                    | 2002. október 29. 2004. március 27.    | 8,22 millió |
| 28.  | 7.  | Leszármazás (Lineage)                | Greg Beeman      | Történet: Alfred Gough & Miles Millar Tévéjáték: Kenneth Biller                   | 2002. november 5. 2004. április 3.     | 9,38 millió |
| 29.  | 8.  | Ryan (Ryan)                          | Terrence O'Hara  | Philip Levens                                                                     | 2002. november 12. 2004. április 10.   | 7,35 millió |
| 30.  | 9.  | Megtestesült tudathasadás (Dichotic) | Craig Zisk       | Mark Verheiden                                                                    | 2002. november 19. 2004. április 17.   | 8,26 millió |
| 31.  | 10. | Bőrbebújt (Skinwalker)               | Marita Grabiak   | Történet: Mark Warshaw Tévéjáték: Brian Peterson & Kelly Souders                  | 2002. november 26. 2004. április 24.   | 8,55 millió |
| 32.  | 11. | Ábrázat (Visage)                     | William Gereghty | Todd Slavkin & Darren Swimmer                                                     | 2003. január 14. 2004. május 1.        | 7,27 millió |
| 33.  | 12. | Lázadás (Insurgence)                 | James Marshall   | Kenneth Biller & Jeph Loeb                                                        | 2003. január 21. 2004. május 8.        | 6,62 millió |
| 34.  | 13. | Ki a tettes? (Suspect)               | Kenneth Biller   | Mark Verheiden & Philip Levens                                                    | 2003. január 28. 2004. május 15.       | 7,46 millió |
| 35.  | 14. | A barlang (Rush)                     | Rick Rosenthal   | Todd Slavkin & Darren Swimmer                                                     | 2003. február 4. 2004. május 22.       | 8,14 millió |
| 36.  | 15. | Tékozló (Prodigal)                   | Greg Beeman      | Brian Peterson & Kelly Souders                                                    | 2003. február 11. 2004. május 29.      | 7,43 millió |
| 37.  | 16. | Járvány (Fever)                      | Bill Gereghty    | Matthew Okumura                                                                   | 2003. február 18. 2004. június 5.      | 7,85 millió |
| 38.  | 17. | Rosetta (Rosetta)                    | James Marshall   | Alfred Gough & Miles Millar                                                       | 2003. február 25. 2004. június 12.     | 8,72 millió |
| 39.  | 18. | Látogató (Visitor)                   | Rick Rosenthal   | Philip Levens                                                                     | 2003. április 15. 2004. június 19.     | 5,91 millió |
| 40.  | 19. | Szakadék (Precipice)                 | Thomas J. Wright | Clint Carpenter                                                                   | 2003. április 22. 2004. június 26.     | 6,70 millió |
| 41.  | 20. | A tanú (Witness)                     | Rick Wallace     | Mark Verheiden                                                                    | 2003. április 29. 2004. július 3.      | 6,50 millió |
| 42.  | 21. | Akceleráció (Accelerate)             | James Marshall   | Történet: Todd Slavkin & Darren Swimmer Tévéjáték: Brian Peterson & Kelly Souders | 2003. május 6. 2004. július 10.        | 7,03 millió |
| 43.  | 22. | A hívás (Calling)                    | Terrence O'Hara  | Kenneth Biller                                                                    | 2003. május 13. 2004. július 17.       | 7,06 millió |
| 44.  | 23. | Exodus (Exodus)                      | Greg Beeman      | Alfred Gough & Miles Millar                                                       | 2003. május 20. 2004. július 24.       | 7,53 millió |

## 3. évad (2003-2004)
| Sor. | Év. | Cím                             | Rendező                      | Író                                                                            | Premier                               | Nézettség   |
| ---- | --- | ------------------------------- | ---------------------------- | ------------------------------------------------------------------------------ | ------------------------------------- | ----------- |
| 45.  | 1.  | Menekült (Exile)                | Greg Beeman                  | Alfred Gough & Miles Millar                                                    | 2003. október 1. 2004. december 2.    | 6,82 millió |
| 46.  | 2.  | Főnix (Phoenix)                 | James Marshall               | Kelly Souders & Brian Peterson                                                 | 2003. október 8. 2004. december 3.    | 6,74 millió |
| 47.  | 3.  | Leszámoló hadjárat (Extinction) | Michael Katleman             | Todd Slavkin & Darren Swimmer                                                  | 2003. október 15. 2004. december 6.   | 6,47 millió |
| 48.  | 4.  | Mély álom (Slumber)             | Terrence O'Hara              | Drew Z. Greenberg                                                              | 2003. október 22. 2004. december 7.   | 6,92 millió |
| 49.  | 5.  | Perry (Perry)                   | Jeannot Szwarc               | Mark Verheiden                                                                 | 2003. október 29. 2004. december 8.   | 6,71 millió |
| 50.  | 6.  | Emlék (Relic)                   | Marita Grabiak               | Kelly Souders & Brian Peterson                                                 | 2003. november 5. 2004. december 9.   | 6,72 millió |
| 51.  | 7.  | Magnetizmus (Magnetic)          | David Jackson                | Holly Harold                                                                   | 2003. november 12. 2004. december 10. | 6,87 millió |
| 52.  | 8.  | Szilánkok (Shattered)           | Ken Biller                   | Ken Biller                                                                     | 2003. november 19. 2004. december 13. | 6,36 millió |
| 53.  | 9.  | Feledés (Asylum)                | Greg Beeman                  | Todd Slavkin & Darren Swimmer                                                  | 2004. január 14. 2004. december 14.   | 5,61 millió |
| 54.  | 10. | Vakság (Whisper)                | Tom Wright                   | Ken Horton                                                                     | 2004. január 21. 2004. december 15.   | 5,09 millió |
| 55.  | 11. | Törlés (Delete)                 | Pat Williams                 | Kelly Souders & Brian Peterson                                                 | 2004. január 28. 2004. december 16.   | 5,50 millió |
| 56.  | 12. | Aki látja a jövőt (Hereafter)   | Greg Beeman & James Marshall | Mark Verheiden & Drew Greenberg                                                | 2004. február 4. 2004. december 17.   | 5,31 millió |
| 57.  | 13. | Sebesség (Velocity)             | Jeannot Szwarc               | Todd Slavkin & Darren Swimmer                                                  | 2004. február 11. 2005. január 3.     | 5,01 millió |
| 58.  | 14. | Megszállottság (Obsession)      | James Marshall               | Holly Harold                                                                   | 2004. február 18. 2005. január 4.     | 5,33 millió |
| 59.  | 15. | Feltámadás (Resurrection)       | Terrence O'Hara              | Todd Slavkin & Darren Swimmer                                                  | 2004. február 25. 2005. január 5.     | 4,97 millió |
| 60.  | 16. | Válság (Crisis)                 | Ken Biller                   | Kelly Souders & Brian Peterson                                                 | 2004. március 3. 2005. január 6.      | 5,26 millió |
| 61.  | 17. | Az örökség (Legacy)             | Greg Beeman                  | Jeph Loeb                                                                      | 2004. április 14. 2005. január 7.     | 4,48 millió |
| 62.  | 18. | Az igazság (Truth)              | James Marshall               | Drew Greenberg                                                                 | 2004. április 21. 2005. január 10.    | 4,43 millió |
| 63.  | 19. | Emlékek (Memoria)               | Miles Millar                 | Alfred Gough & Miles Millar                                                    | 2004. április 28. 2005. január 11.    | 4,32 millió |
| 64.  | 20. | Talizmán (Talisman)             | John Schneider               | Ken Biller                                                                     | 2004. május 5. 2005. január 12.       | 4,72 millió |
| 65.  | 21. | Cserbenhagyva (Forsaken)        | Terrence O'Hara              | Kelly Souders & Brian Peterson                                                 | 2004. május 12. 2005. január 13.      | 4,54 millió |
| 66.  | 22. | Szövetség (Covenant)            | Greg Beeman                  | Történet: Todd Slavkin & Darren Swimmer Tévéjáték: Alfred Gough & Miles Millar | 2004. május 19. 2005. január 14.      | 5,92 millió |

## 4. évad (2004-2005)
| Sor. | Év. | Cím                        | Rendező            | Író                                                          | Premier                                | Nézettség   |
| ---- | --- | -------------------------- | ------------------ | ------------------------------------------------------------ | -------------------------------------- | ----------- |
| 67.  | 1.  | Keresztes háború (Crusade) | Greg Beeman        | Alfred Gough & Miles Millar                                  | 2004. szeptember 22. 2007. április 8.  | 6,07 millió |
| 68.  | 2.  | Elveszett (Gone)           | James Marshall     | Kelly Souders & Brian Peterson                               | 2004. szeptember 29. 2007. április 15. | 5,66 millió |
| 69.  | 3.  | Látszat (Façade)           | Pat Williams       | Holly Harold                                                 | 2004. október 6. 2007. április 22.     | 5,45 millió |
| 70.  | 4.  | Rajongás (Devoted)         | David Carson       | Luke Schelhaas                                               | 2004. október 13. 2007. április 29.    | 6,20 millió |
| 71.  | 5.  | Futás (Run)                | David Barrett      | Steven S. DeKnight                                           | 2004. október 20. 2007. május 6.       | 5,41 millió |
| 72.  | 6.  | Átvitel (Transference)     | James Marshall     | Todd Slavkin & Darren Swimmer                                | 2004. október 27. 2007. május 13.      | 5,69 millió |
| 73.  | 7.  | Átok (Jinx)                | Paul Shapiro       | Mark Warshaw                                                 | 2004. november 3. 2007. május 20.      | 5,02 millió |
| 74.  | 8.  | Varázslat (Spell)          | Jeannot Szwarc     | Steven S. DeKnight                                           | 2004. november 10. 2007. május 27.     | 5,51 millió |
| 75.  | 9.  | Határvonal (Bound)         | Terrence O'Hara    | Luke Schelhaas                                               | 2004. november 17. 2007. június 3.     | 5,06 millió |
| 76.  | 10. | Rémület (Scare)            | David Carson       | Kelly Souders & Brian Peterson                               | 2004. december 1. 2007. június 10.     | 4,89 millió |
| 77.  | 11. | Veszély (Unsafe)           | Greg Beeman        | Steven S. DeKnight & Jeph Loeb                               | 2005. január 26. 2007. június 17.      | 4,21 millió |
| 78.  | 12. | Kitaszított (Pariah)       | Paul Shapiro       | Holly Harold                                                 | 2005. február 2. 2007. június 24.      | 4,78 millió |
| 79.  | 13. | Toborzó (Recruit)          | Jeannot Szwarc     | Todd Slavkin & Darren Swimmer                                | 2005. február 9. 2007. július 1.       | 4,91 millió |
| 80.  | 14. | Krypto (Krypto)            | James Marshall     | Luke Schelhaas                                               | 2005. február 16. 2007. július 8.      | 5,08 millió |
| 81.  | 15. | Szent (Sacred)             | Brad Turner        | Kelly Souders & Brian Peterson                               | 2005. február 23. 2007. július 15.     | 5,26 millió |
| 82.  | 16. | Lucy (Lucy)                | David Barrett      | Történet: Neil Sadhu Tévéjáték: Neil Sadhu & Daniel Sulzberg | 2005. március 2. 2007. július 22.      | 4,51 millió |
| 83.  | 17. | Ónix (Onyx)                | Terrence O'Hara    | Steven S. DeKnight                                           | 2005. április 13. 2007. július 29.     | 3,85 millió |
| 84.  | 18. | Lélek (Spirit)             | Whitney Ransick    | Luke Schelhaas                                               | 2005. április 20. 2007. augusztus 5.   | 4,39 millió |
| 85.  | 19. | Hiány (Blank)              | Jeannot Szwarc     | Kelly Souders & Brian Peterson                               | 2005. április 27. 2007. augusztus 12.  | 4,59 millió |
| 86.  | 20. | Kortalan (Ageless)         | Steven S. DeKnight | Steven S. DeKnight                                           | 2005. május 4. 2007. augusztus 19.     | 4,51 millió |
| 87.  | 21. | Örökké (Forever)           | James Marshall     | Brian Peterson & Kelly Souders                               | 2005. május 11. 2007. augusztus 26.    | 3,96 millió |
| 88.  | 22. | Felavatás (Commencement)   | Greg Beeman        | Todd Slavkin & Darren Swimmer                                | 2005. május 18. 2007. szeptember 2.    | 5,47 millió |

## 5. évad (2005-2006)
| Sor. | Év. | Cím                    | Rendező         | Író                                                              | Premier                                  | Nézettség   |
| ---- | --- | ---------------------- | --------------- | ---------------------------------------------------------------- | ---------------------------------------- | ----------- |
| 89.  | 1.  | Érkezés (Arrival)      | James Marshall  | Todd Slavkin & Darren Swimmer                                    | 2005. szeptember 29. 2007. szeptember 9. | 5,90 millió |
| 90.  | 2.  | Halandó (Mortal)       | Terrence O'Hara | Steven S. DeKnight                                               | 2005. október 6. 2007. szeptember 16.    | 5,84 millió |
| 91.  | 3.  | Elrejtve (Hidden)      | Whitney Ransick | Kelly Souders & Brian Peterson                                   | 2005. október 13. 2007. szeptember 23.   | 5,92 millió |
| 92.  | 4.  | Aqua (Aqua)            | Bradford May    | Todd Slavkin & Darren Swimmer                                    | 2005. október 20. 2007. szeptember 30.   | 6,40 millió |
| 93.  | 5.  | Szomjúság (Thirst)     | Paul Shapiro    | Steven S. DeKnight                                               | 2005. október 27. 2007. október 7.       | 5,78 millió |
| 94.  | 6.  | Leleplezve (Exposed)   | Jeannot Szwarc  | Kelly Souders & Brian Peterson                                   | 2005. november 3. 2007. október 14.      | 5,41 millió |
| 95.  | 7.  | Szálka (Splinter)      | James Marshall  | Steven S. DeKnight                                               | 2005. november 10. 2007. október 21.     | 5,51 millió |
| 96.  | 8.  | Magány (Solitude)      | Paul Shapiro    | Todd Slavkin & Darren Swimmer                                    | 2005. november 17. 2007. október 28.     | 5,97 millió |
| 97.  | 9.  | Lex karácsony (Lexmas) | Rick Rosenthal  | Holly Harold                                                     | 2005. december 8. 2007. november 4.      | 5,37 millió |
| 98.  | 10. | Fanatikus (Fanatic)    | Michael Rohl    | Wendy Mericle                                                    | 2006. január 12. 2007. november 11.      | 5,45 millió |
| 99.  | 11. | Bekerítve (Lockdown)   | Peter Ellis     | Steven S. DeKnight                                               | 2006. január 19. 2007. november 18.      | 4,90 millió |
| 100. | 12. | Elszámolás (Reckoning) | Greg Beeman     | Kelly Souders & Brian Peterson                                   | 2006. január 26. 2007. november 25.      | 6,28 millió |
| 101. | 13. | Bosszú (Vengeance)     | Jeannot Szwarc  | Al Septien & Turi Meyer                                          | 2006. február 2. 2007. december 2.       | 5,37 millió |
| 102. | 14. | Sír (Tomb)             | Whitney Ransick | Steven S. DeKnight                                               | 2006. február 9. 2007. december 9.       | 5,41 millió |
| 103. | 15. | Kiborg (Cyborg)        | Glen Winter     | Caroline Dries                                                   | 2006. február 16. 2007. december 16.     | 6,24 millió |
| 104. | 16. | Hipnotikus (Hypnotic)  | Michael Rohl    | Todd Slavkin & Darren Swimmer                                    | 2006. március 30. 2008. január 6.        | 4,78 millió |
| 105. | 17. | Üresség (Void)         | Jeannot Szwarc  | Holly Harold                                                     | 2006. április 6. 2008. január 13.        | 4,24 millió |
| 106. | 18. | Törékeny (Fragile)     | Tom Welling     | Todd Slavkin & Darren Swimmer                                    | 2006. április 13. 2008. január 20.       | 3,94 millió |
| 107. | 19. | Kegyelem (Mercy)       | James Marshall  | Steven S. DeKnight                                               | 2006. április 20. 2008. január 27.       | 4,41 millió |
| 108. | 20. | Áttűnés (Fade)         | Terrence O'Hara | Turi Meyer & Al Septien                                          | 2006. április 27. 2008. február 3.       | 4,34 millió |
| 109. | 21. | A közvetítő (Oracle)   | Whitney Ransick | Történet: Neil Sadhu & Daniel Sulzberg Tévéjáték: Caroline Dries | 2006. május 4. 2008. február 10.         | 4,81 millió |
| 110. | 22. | Hordozó (Vessel)       | James Marshall  | Kelly Souders & Brian Peterson                                   | 2006. május 11. 2008. február 17.        | 4,85 millió |

## 6. évad (2006-2007)
| Sor. | Év. | Cím                        | Rendező            | Író                               | Premier                                | Nézettség   |
| ---- | --- | -------------------------- | ------------------ | --------------------------------- | -------------------------------------- | ----------- |
| 111. | 1.  | Zod (Zod)                  | James Marshall     | Steven S. DeKnight                | 2006. szeptember 28. 2008. február 24. | 4,96 millió |
| 112. | 2.  | Tüsszentés (Sneeze)        | Paul Shapiro       | Todd Slavkin & Darren Swimmer     | 2006. október 5. 2008. március 2.      | 4,52 millió |
| 113. | 3.  | Sorvadás (Wither)          | Whitney Ransick    | Tracy Bellomo                     | 2006. október 12. 2008. március 9.     | 4,88 millió |
| 114. | 4.  | Nyíl (Arrow)               | Michael Rohl       | Brian Peterson & Kelly Souders    | 2006. október 19. 2008. március 16.    | 4,71 millió |
| 115. | 5.  | Osztálytalálkozó (Reunion) | Jeannot Szwarc     | Steven S. DeKnight                | 2006. október 26. 2008. március 23.    | 4,79 millió |
| 116. | 6.  | Az utolsó lökés (Fallout)  | Glen Winter        | Holly Harold                      | 2006. november 2. 2008. március 30.    | 5,01 millió |
| 117. | 7.  | Düh (Rage)                 | Whitney Ransick    | Todd Slavkin & Darren Swimmer     | 2006. november 9. 2008. április 6.     | 4,46 millió |
| 118. | 8.  | Sztatikus (Static)         | James Conway       | Shintaro Shimosawa & James Morris | 2006. november 16. 2008. április 13.   | 4,70 millió |
| 119. | 9.  | Földalatti (Subterranean)  | Rick Rosenthal     | Caroline Dries                    | 2006. december 7. 2008. április 20.    | 4,31 millió |
| 120. | 10. | Hydro (Hydro)              | Tom Welling        | Brian Peterson & Kelly Souders    | 2007. január 11. 2008. április 27.     | 4,68 millió |
| 121. | 11. | Igazság (Justice)          | Steven S. DeKnight | Steven S. DeKnight                | 2007. január 18. 2008. május 4.        | 5,26 millió |
| 122. | 12. | Labirintus (Labyrinth)     | Whitney Ransick    | Al Septien & Turi Meyer           | 2007. január 25. 2008. május 11.       | 5,00 millió |
| 123. | 13. | Karmazsin (Crimson)        | Glen Winter        | Brian Peterson & Kelly Souders    | 2007. február 1. 2008. május 18.       | 4,91 millió |
| 124. | 14. | Birtokháborítás (Trespass) | Michael Rohl       | Tracy A. Bellomo                  | 2007. február 8. 2008. május 25.       | 4,74 millió |
| 125. | 15. | Mutáns (Freak)             | Michael Rosenbaum  | Todd Slavkin & Darren Swimmer     | 2007. február 15. 2008. június 1.      | 4,76 millió |
| 126. | 16. | Ígéret (Promise)           | Rick Rosenthal     | Kelly Souders & Brian Peterson    | 2007. március 15. 2008. június 8.      | 4,69 millió |
| 127. | 17. | Csata (Combat)             | James Marshall     | Turi Meyer & Al Septien           | 2007. március 22. 2008. június 15.     | 4,07 millió |
| 128. | 18. | Utód (Progeny)             | Terrence O'Hara    | Genevieve Sparling                | 2007. április 19. 2008. június 22.     | 3,98 millió |
| 129. | 19. | Nemezis (Nemesis)          | Mairzee Almas      | Caroline Dries                    | 2007. április 26. 2008. június 29.     | 3,88 millió |
| 130. | 20. | Noir (Noir)                | Jeannot Szwarc     | Brian Peterson & Kelly Souders    | 2007. május 3. 2008. július 6.         | 3,59 millió |
| 131. | 21. | Prototípus (Prototype)     | Mat Beck           | Steven S. DeKnight                | 2007. május 10. 2008. július 13.       | 3,43 millió |
| 132. | 22. | Fantom (Phantom)           | James Marshall     | Todd Slavkin & Darren Swimmer     | 2007. május 17. 2008. július 20.       | 4,14 millió |

## 7. évad (2007-2008)
| Sor. | Év. | Cím                       | Rendező         | Író                                                                          | Premier                                | Nézettség   |
| ---- | --- | ------------------------- | --------------- | ---------------------------------------------------------------------------- | -------------------------------------- | ----------- |
| 133. | 1.  | Bizarro (Bizarro)         | Michael Rohl    | Brian Peterson & Kelly Souders                                               | 2007. szeptember 27. 2008. október 19. | 5,18 millió |
| 134. | 2.  | Kara (Kara)               | James Conway    | Todd Slavkin & Darren Swimmer                                                | 2007. október 4. 2008. október 26.     | 4,59 millió |
| 135. | 3.  | Vadság (Fierce)           | Whitney Ransick | Holly Harold                                                                 | 2007. október 11. 2008. november 2.    | 4,82 millió |
| 136. | 4.  | Gyógymód (Cure)           | Rick Rosenthal  | Al Septien & Turi Meyer                                                      | 2007. október 18. 2008. november 9.    | 5,18 millió |
| 137. | 5.  | Felvétel! (Action)        | Mairzee Almas   | Caroline Dries                                                               | 2007. október 25. 2008. november 16.   | 4,65 millió |
| 138. | 6.  | Lara (Lara)               | James Conway    | Don Whitehead & Holly Henderson                                              | 2007. november 1. 2008. november 23.   | 4,37 millió |
| 139. | 7.  | Harag (Wrath)             | Charles Beeson  | Kelly Souders & Brian Peterson                                               | 2007. november 8. 2008. november 30.   | 4,64 millió |
| 140. | 8.  | Kék (Blue)                | Glen Winter     | Todd Slavkin & Darren Swimmer                                                | 2007. november 15. 2008. december 7.   | 4,51 millió |
| 141. | 9.  | Gemini (Gemini)           | Whitney Ransick | Caroline Dries                                                               | 2007. december 13. 2008. december 14.  | 3,71 millió |
| 142. | 10. | Perszóna (Persona)        | Todd Slavkin    | Don Whitehead & Holly Henderson                                              | 2008. január 31. 2008. december 21.    | 3,81 millió |
| 143. | 11. | Szirén (Siren)            | Kevin G. Fair   | Kelly Souders & Brian Peterson                                               | 2008. február 7. 2009. január 4.       | 4,01 millió |
| 144. | 12. | Törés (Fracture)          | James Marshall  | Történet: Al Septien & Turi Meyer Tévéjáték: Caroline Dries                  | 2008. február 14. 2009. január 11.     | 3,67 millió |
| 145. | 13. | Hős (Hero)                | Michael Rohl    | Aaron & Todd Helbing                                                         | 2008. március 13. 2009. január 18.     | 3,80 millió |
| 146. | 14. | Utazó (Traveler)          | Glen Winter     | Történet: Al Septien & Turi Meyer Tévéjáték: Don Whitehead & Holly Henderson | 2008. március 20. 2009. január 25.     | 3,44 millió |
| 147. | 15. | Veritas (Veritas)         | James Marshall  | Kelly Souders & Brian Peterson                                               | 2008. március 27. 2009. február 1.     | 3,86 millió |
| 148. | 16. | Lejtmenet (Descent)       | Ken Horton      | Don Whitehead & Holly Henderson                                              | 2008. április 17. 2009. február 8.     | 3,61 millió |
| 149. | 17. | Alvó (Sleeper)            | Whitney Ransick | Caroline Dries                                                               | 2008. április 24. 2009. február 15.    | 3,62 millió |
| 150. | 18. | Apokalipszis (Apocalypse) | Tom Welling     | Al Septien & Turi Meyer                                                      | 2008. május 1. 2009. február 22.       | 3,81 millió |
| 151. | 19. | Küldetés (Quest)          | Kenneth Biller  | Holly Harold                                                                 | 2008. május 8. 2009. március 1.        | 3,99 millió |
| 152. | 20. | Sarkvidék (Arctic)        | Todd Slavkin    | Don Whitehead & Holly Henderson                                              | 2008. május 15. 2009. március 8.       | 3,85 millió |

## 8. évad (2008-2009)
| Sor. | Év. | Cím                         | Rendező        | Író                                                                               | Premier                                 | Nézettség   |
| ---- | --- | --------------------------- | -------------- | --------------------------------------------------------------------------------- | --------------------------------------- | ----------- |
| 153. | 1.  | Odusszeia (Odyssey)         | Kevin G. Fair  | Történet: Brian Peterson & Kelly Souders Tévéjáték: Todd Slavkin & Darren Swimmer | 2008. szeptember 18. 2010. július 31.   | 4,34 millió |
| 154. | 2.  | Plasztik (Plastique)        | Rick Rosenthal | Don Whitehead & Holly Henderson                                                   | 2008. szeptember 25. 2010. augusztus 7. | 4,18 millió |
| 155. | 3.  | Méreg (Toxic)               | Mairzee Almas  | Caroline Dries                                                                    | 2008. október 2. 2010. augusztus 14.    | 4,11 millió |
| 156. | 4.  | Ösztön (Instinct)           | James Conway   | Al Septien & Turi Meyer                                                           | 2008. október 9. 2010. augusztus 21.    | 4,05 millió |
| 157. | 5.  | Elkötelezettség (Committed) | Glen Winter    | Bryan Q. Miller                                                                   | 2008. október 16. 2010. augusztus 28.   | 4,18 millió |
| 158. | 6.  | Préda (Prey)                | Michael Rohl   | Kelly Souders & Brian Peterson                                                    | 2008. október 23. 2010. szeptember 4.   | 4,15 millió |
| 159. | 7.  | Inkognitó (Identity)        | Mairzee Almas  | Todd Slavkin & Darren Swimmer                                                     | 2008. október 30. 2010. szeptember 11.  | 4,32 millió |
| 160. | 8.  | Vérvonal (Bloodline)        | Michael Rohl   | Caroline Dries                                                                    | 2008. november 6. 2010. szeptember 18.  | 4,45 millió |
| 161. | 9.  | Mélység (Abyss)             | Kevin G. Fair  | Don Whitehead & Holly Henderson                                                   | 2008. november 13. 2010. szeptember 25. | 3,55 millió |
| 162. | 10. | A menyasszony (Bride)       | Jeannot Szwarc | Al Septien & Turi Meyer                                                           | 2008. november 20. 2010. október 2.     | 4,18 millió |
| 163. | 11. | Légió (Legion)              | Glen Winter    | Geoff Johns                                                                       | 2009. január 15. 2010. október 9.       | 4,29 millió |
| 164. | 12. | Golyóálló (Bulletproof)     | Morgan Beggs   | Bryan Miller                                                                      | 2009. január 22. 2010. október 16.      | 3,85 millió |
| 165. | 13. | Erő (Power)                 | Allison Mack   | Todd Slavkin & Darren Swimmer                                                     | 2009. január 29. 2010. október 23.      | 4,21 millió |
| 166. | 14. | Rekviem (Requiem)           | Michael Rohl   | Don Whitehead & Holly Henderson                                                   | 2009. február 5. 2010. október 30.      | 3,93 millió |
| 167. | 15. | Hírhedt (Infamous)          | Glen Winter    | Caroline Dries                                                                    | 2009. március 12. 2010. november 6.     | 3,56 millió |
| 168. | 16. | Turbulencia (Turbulence)    | Kevin G. Fair  | Al Septien & Turi Meyer                                                           | 2009. március 19. 2010. november 13.    | 3,49 millió |
| 169. | 17. | Bűbáj (Hex)                 | Mairzee Almas  | Bryan Miller                                                                      | 2009. március 26. 2010. november 20.    | 3,79 millió |
| 170. | 18. | Örökkévaló (Eternal)        | James Marshall | Brian Peterson & Kelly Souders                                                    | 2009. április 2. 2010. november 27.     | 3,84 millió |
| 171. | 19. | Tűsarok (Stiletto)          | Kevin G. Fair  | Caroline Dries                                                                    | 2009. április 23. 2010. december 4.     | 3,10 millió |
| 172. | 20. | Szörny (Beast)              | Michael Rohl   | Genevieve Sparling                                                                | 2009. április 30. 2010. december 11.    | 3,23 millió |
| 173. | 21. | Igazságtalanság (Injustice) | Tom Welling    | Al Septien & Turi Meyer                                                           | 2009. május 7. 2010. december 18.       | 3,39 millió |
| 174. | 22. | Végítélet (Doomsday)        | James Marshall | Brian Peterson & Kelly Souders                                                    | 2009. május 14. 2010. december 25.      | 3,13 millió |

## 9. évad (2009-2010)
| Sor. | Év. | Cím                                                     | Rendező           | Író                                                                                           | Premier                              | Nézettség   |
| ---- | --- | ------------------------------------------------------- | ----------------- | --------------------------------------------------------------------------------------------- | ------------------------------------ | ----------- |
| 175. | 1.  | Megmentő (Savior)                                       | Kevin G. Fair     | Kelly Souders & Brian Peterson                                                                | 2009. szeptember 25. 2011. január 1. | 2,58 millió |
| 176. | 2.  | Metallo (Metallo)                                       | Mairzee Almas     | Don Whitehead & Holly Henderson                                                               | 2009. október 2. 2011. január 8.     | 2,24 millió |
| 177. | 3.  | Megveszve (Rabid)                                       | Michael Rohl      | Jordan Hawley                                                                                 | 2009. október 9. 2011. január 15.    | 2,30 millió |
| 178. | 4.  | Visszhang (Echo)                                        | Wayne Rose        | Bryan Miller                                                                                  | 2009. október 16. 2011. január 22.   | 2,61 millió |
| 179. | 5.  | Rulett (Roulette)                                       | Kevin G. Fair     | Genevieve Sparling                                                                            | 2009. október 23. 2011. január 29.   | 2,52 millió |
| 180. | 6.  | Kereszttűz (Crossfire)                                  | Michael Rohl      | Don Whitehead & Holly Henderson                                                               | 2009. október 30. 2011. február 5.   | 2,57 millió |
| 181. | 7.  | Kandor (Kandor)                                         | Jeannot Szwarc    | Al Septien & Turi Meyer                                                                       | 2009. november 6. 2011. február 12.  | 2,63 millió |
| 182. | 8.  | Bálvány (Idol)                                          | Glen Winter       | Anne Cofell Saunders                                                                          | 2009. november 13. 2011. február 19. | 2,68 millió |
| 183. | 9.  | Pandora (Pandora)                                       | Morgan Beggs      | Drew Landis & Julia Swift                                                                     | 2009. november 20. 2011. március 5.  | 2,45 millió |
| 184. | 10. | Tanítvány (Disciple)                                    | Mairzee Almas     | Jordan Hawley                                                                                 | 2010. január 29. 2011. március 12.   | 2,52 millió |
| 185. | 11. | Abszolút igazság: Szövetség (Absolute Justice: Society) | Glen Winter       | Geoff Johns                                                                                   | 2010. február 5. 2011. március 19.   | 2,77 millió |
| 186. | 12. | Abszolút igazság: Legendák (Absolute Justice: Legends)  | Tom Welling       | Geoff Johns                                                                                   | 2010. február 5. 2011. március 26.   | 2,77 millió |
| 187. | 13. | Harcos (Warrior)                                        | Allison Mack      | Bryan Miller                                                                                  | 2010. február 12. 2011. április 2.   | 2,48 millió |
| 188. | 14. | Meggyőző erő (Persuasion)                               | Christopher Petry | Anne Cofell Saunders                                                                          | 2010. február 19. 2011. április 9.   | 2,42 millió |
| 189. | 15. | Összeesküvés (Conspiracy)                               | Turi Meyer        | Al Septien & Turi Meyer                                                                       | 2010. február 26. 2011. április 16.  | 2,53 millió |
| 190. | 16. | Menekülés (Escape)                                      | Kevin G. Fair     | Genevieve Sparling                                                                            | 2010. április 2. 2011. április 23.   | 2,13 millió |
| 191. | 17. | Sakk-matt (Checkmate)                                   | Tim Scanlan       | John Chisholm                                                                                 | 2010. április 9. 2011. április 30.   | 2,13 millió |
| 192. | 18. | Fejlesztés (Upgrade)                                    | Michael Rohl      | Drew Landis & Julia Swift                                                                     | 2010. április 16. 2011. május 7.     | 1,84 millió |
| 193. | 19. | Színjáték (Charade)                                     | Brian Peterson    | Don Whitehead & Holly Henderson                                                               | 2010. április 23. 2011. május 14.    | 2,23 millió |
| 194. | 20. | Áldozat (Sacrifice)                                     | Kevin G. Fair     | Történet: Justin Hartley & Walter Wong Tévéjáték: Justin Hartley & Walter Wong & Bryan Miller | 2010. április 30. 2011. május 21.    | 1,89 millió |
| 195. | 21. | Túsz (Hostage)                                          | Glen Winter       | Jordan Hawley & Anne Cofell Saunders                                                          | 2010. május 7. 2011. május 28.       | 1,92 millió |
| 196. | 22. | Megváltás (Salvation)                                   | Greg Beeman       | Al Septien & Turi Meyer                                                                       | 2010. május 14. 2011. június 6.      | 2,45 millió |

## 10. évad (2010-2011)
| Sor. | Év. | Cím                            | Rendező           | Író                                                                    | Premier                                 | Nézettség   |
| ---- | --- | ------------------------------ | ----------------- | ---------------------------------------------------------------------- | --------------------------------------- | ----------- |
| 197. | 1.  | Lázár (Lazarus)                | Kevin G. Fair     | Don Whitehead & Holly Henderson                                        | 2010. szeptember 24. 2012. december 20. | 2,98 millió |
| 198. | 2.  | Pajzs (Shield)                 | Glen Winter       | Jordan Hawley                                                          | 2010. október 1. 2012. december 27.     | 2,38 millió |
| 199. | 3.  | Szuperlány (Supergirl)         | Mairzee Almas     | Anne Cofell Saunders                                                   | 2010. október 8. 2013. január 1.        | 2,30 millió |
| 200. | 4.  | Hazatérés (Homecoming)         | Jeannot Szwarc    | Brian Peterson & Kelly Souders                                         | 2010. október 15. 2013. január 10.      | 3,19 millió |
| 201. | 5.  | Izísz (Isis)                   | James Marshall    | Genevieve Sparling                                                     | 2010. október 22. 2013. január 17.      | 2,60 millió |
| 202. | 6.  | Aratás (Harvest)               | Turi Meyer        | Al Septien & Turi Meyer                                                | 2010. október 29. 2013. január 24.      | 2,96 millió |
| 203. | 7.  | Csapda (Ambush)                | Christopher Petry | Don Whitehead & Holly Henderson                                        | 2010. november 5. 2013. január 31.      | 2,63 millió |
| 204. | 8.  | Elhagyatva (Abandoned)         | Kevin G. Fair     | Drew Landis & Julia Swift                                              | 2010. november 12. 2013. február 7.     | 2,90 millió |
| 205. | 9.  | Hazafi (Patriot)               | Tom Welling       | John Chisholm                                                          | 2010. november 19. 2013. február 14.    | 2,60 millió |
| 206. | 10. | Luthor (Luthor)                | Kelly Souders     | Bryan Q. Miller                                                        | 2010. december 3. 2013. február 21.     | 2,76 millió |
| 207. | 11. | Ikarusz (Icarus)               | Mairzee Almas     | Genevieve Sparling                                                     | 2010. december 10. 2013. február 28.    | 2,55 millió |
| 208. | 12. | Mellékkörülmény (Collateral)   | Morgan Beggs      | Jordan Hawley                                                          | 2011. február 4. 2013. március 7.       | 2,37 millió |
| 209. | 13. | Jelzőláng (Beacon)             | Mike Rohl         | Don Whitehead & Holly Henderson                                        | 2011. február 11. 2013. március 14.     | 2,32 millió |
| 210. | 14. | Maszkabál (Masquerade)         | Tim Scanlan       | Bryan Q. Miller                                                        | 2011. február 18. 2013. március 14.     | 2,22 millió |
| 211. | 15. | Szerencse (Fortune)            | Christopher Petry | Anne Cofell Saunders                                                   | 2011. február 25. 2013. március 21.     | 2,56 millió |
| 212. | 16. | Utód (Scion)                   | Al Septien        | Al Septien & Turi Meyer                                                | 2011. március 4. 2013. március 21.      | 2,18 millió |
| 213. | 17. | Kent (Kent)                    | Jeannot Szwarc    | Történet: Genevieve Sparling Tévéjáték: Brian Peterson & Kelly Souders | 2011. április 15. 2013. március 28.     | 2,37 millió |
| 214. | 18. | Booster (Booster)              | Tom Welling       | Geoff Johns                                                            | 2011. április 22. 2013. március 28.     | 2,35 millió |
| 215. | 19. | Uralom (Dominion)              | Justin Hartley    | John Chisholm                                                          | 2011. április 29. 2013. április 4.      | 1,99 millió |
| 216. | 20. | Prófécia (Prophecy)            | Mike Rohl         | Bryan Q. Miller & Anne Cofell Saunders                                 | 2011. május 6. 2013. április 4.         | 2,07 millió |
| 217. | 21. | Finálé 1. rész (Finale Part 1) | Kevin G. Fair     | Al Septien & Turi Meyer                                                | 2011. május 13. 2013. április 11.       | 3,02 millió |
| 218. | 22. | Finálé 2. rész (Finale Part 2) | Greg Beeman       | Brian Peterson & Kelly Souders                                         | 2011. május 13. 2013. április 11.       | 3,02 millió |

## Nézettségi adatok
| A Smallville évadainak nézettsége és helyezés (epizódonként becsült átlagos nézőszám alapján) a WB és CW sugárzásában | A Smallville évadainak nézettsége és helyezés (epizódonként becsült átlagos nézőszám alapján) a WB és CW sugárzásában | A Smallville évadainak nézettsége és helyezés (epizódonként becsült átlagos nézőszám alapján) a WB és CW sugárzásában | A Smallville évadainak nézettsége és helyezés (epizódonként becsült átlagos nézőszám alapján) a WB és CW sugárzásában | A Smallville évadainak nézettsége és helyezés (epizódonként becsült átlagos nézőszám alapján) a WB és CW sugárzásában | A Smallville évadainak nézettsége és helyezés (epizódonként becsült átlagos nézőszám alapján) a WB és CW sugárzásában | A Smallville évadainak nézettsége és helyezés (epizódonként becsült átlagos nézőszám alapján) a WB és CW sugárzásában |
| Évad | Idősáv | Évad kezdete | Évad vége | TV-évad | Helyezés | Nézőszám (millió főben)                                                                                               |
| --- | --- | --- | --- | --- | --- | --- |
| 1. | Kedd 9/8C | 2001. október 16. | 2002. május 21. | 2001–2002 | 115 | 5,9 |
| 2. | Kedd 9/8C | 2002. szeptember 24.                                                                                                  | 2003. május 20. | 2002–2003 | 113 | 6,3 |
| 3. | Szerda 8/7C | 2003. október 1. | 2004. május 19. | 2003–2004 | 141 | 4,9 |
| 4. | Szerda 8/7C | 2004. szeptember 22.                                                                                                  | 2005. május 18. | 2004–2005 | 124 | 4,4 |
| 5. | Csütörtök 8/7C | 2005. szeptember 29.                                                                                                  | 2006. május 11. | 2005–2006 | 117 | 4,7 |
| 6. | Csütörtök 8/7C | 2006. szeptember 28.                                                                                                  | 2007. május 17. | 2006–2007 | 125 | 4,1 |
| 7. | Csütörtök 8/7C | 2007. szeptember 27.                                                                                                  | 2008. május 15. | 2007–2008 | 178 | 3,7 |
| 8. | Csütörtök 8/7C | 2008. szeptember 18.                                                                                                  | 2009. május 14. | 2008–2009 | | |

## DVD-kiadások
| Évad | Évad | Epizódok | Lemezek | Eredeti sugárzás | Smallville DVD-megjelenések | Smallville DVD-megjelenések | Smallville DVD-megjelenések | Smallville DVD-megjelenések |
| Évad | Évad | Epizódok | Lemezek | Eredeti sugárzás | 1-es régió                  | 2-es régió                  | 4-es régió                  |                             |
| ---- | ---- | -------- | ------- | ---------------- | --------------------------- | --------------------------- | --------------------------- | --------------------------- |
|      | 1    | 21       | 6       | 2001–2002        | 2003. szeptember 23.        | 2003. október 13.           | 2003. december 3.           |                             |
|      | 2    | 23       | 6       | 2002–2003        | 2004. május 18.             | 2004. szeptember 17.        | 2005. január 1.             |                             |
|      | 3    | 22       | 6       | 2003–2004        | 2004. november 16.          | 2005. április 18.           | 2005. július 13.            |                             |
|      | 4    | 22       | 6       | 2004–2005        | 2005. szeptember 13.        | 2005. október 10            | 2006. november 11.          |                             |
|      | 5    | 22       | 6       | 2005–2006        | 2006. szeptember 12.        | 2006. augusztus 28.         | 2007. április 4.            |                             |
|      | 6    | 22       | 6       | 2006–2007        | 2007. szeptember 18.        | 2007. október 22.           | 2008. március 5.            |                             |
|      | 7    | 20       | 6       | 2007–2008        | 2008. szeptember 9.         | 2008. október 13.           | 2009. március 4.            |                             |

## Külső hivatkozások
- A Smallville hivatalos weboldala
- A Smallville epizódjai az Internet Movie Database oldalain
- A Smallville epizódjai[halott link] a tv.com oldalain
- A Smallville epizódjai a Kryptonsite oldalain
- A Smallville epizódjai a Smallville Wiki (Wikia Entertainment) oldalain